# IBSA-Weltmeisterschaften 1998
Die 1. IBSA-Weltmeisterschaften (engl.: IBSA World Games oder IBSA World Championships and Games) der International Blind Sports Federation (Internationaler Blindensportverband) fanden vom 18. bis 26. Juli 1998 in Madrid (Spanien) statt. Die Wettkämpfe umfassten: Blindenfußball, Goalball, Judo und Schwimmen.
Die Veranstaltung war so erfolgreich, dass der Verband beschloss, eine zweite jenseits des Atlantiks durchzuführen. Diese fand vom 5. bis 10. August 2003 in Quebec (Kanada) statt.